# Klan (gry komputerowe)

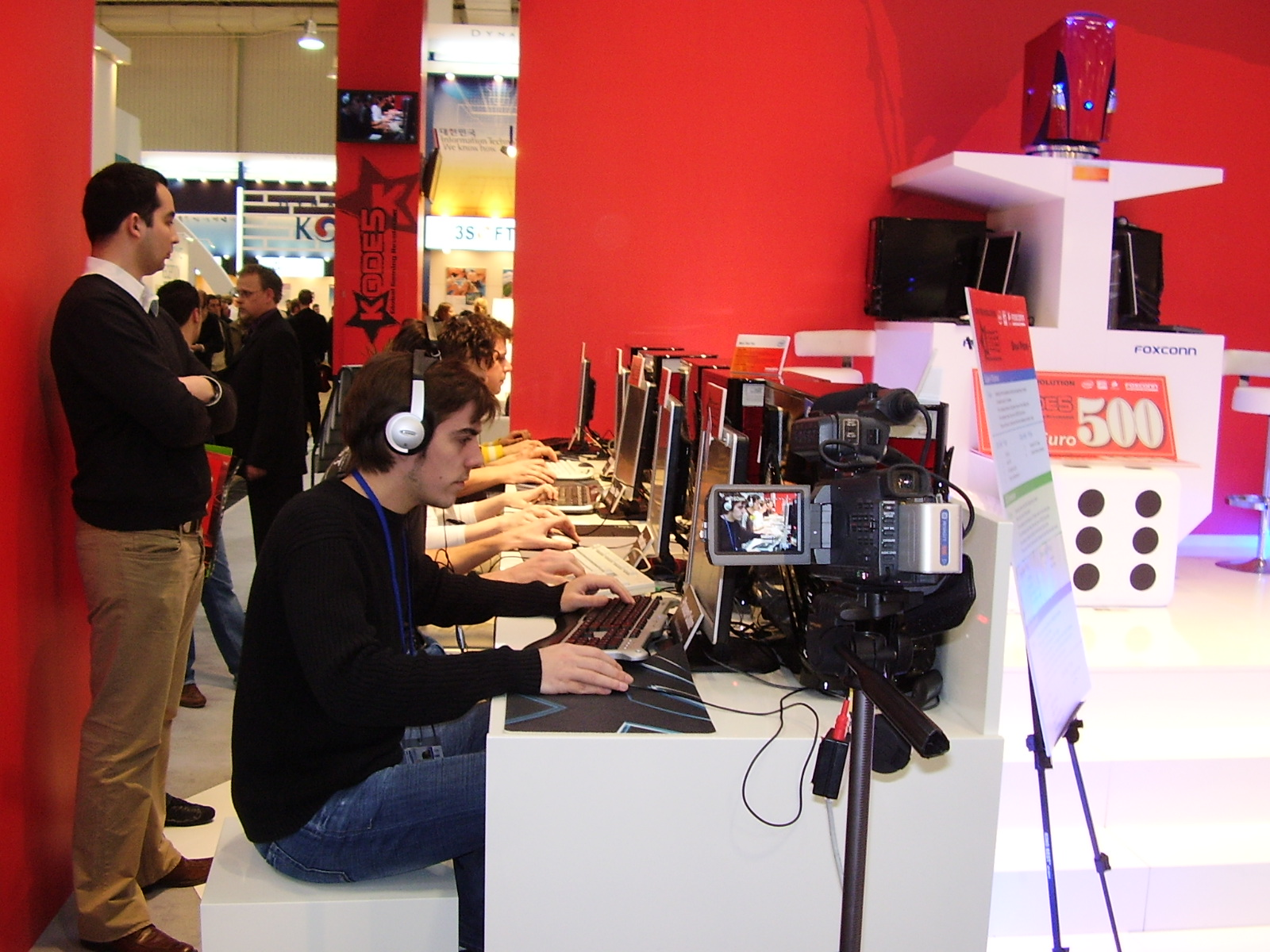
Mecz e-sportowy Counter Strike’a 1.6 pomiędzy dwoma klanami na targach CeBIT w 2006 r.

Klan lub gildia – zrzeszenie graczy grających w konkretną grę komputerową multiplayer poprzez Internet. Idea zaczerpnięta została z klanów gier fabularnych, których członkowie gromadzili się w celu wspólnej gry. Klany gier komputerowych mogą liczyć od kilku do kilkuset członków, lub rzadziej tysiąca i więcej graczy. Istnieją również, tzw. multiklany, działalnością obejmujące przestrzeń więcej niż jednej konkretnej gry komputerowej.
Klany są jednostkami charakteryzującymi gry MMORPG, FPS, MMOG, strategiczne, jak również fabularne. Klany związane z grami komputerowymi pojawiły się w czasach pierwszych gier multiplayer – MUD-ów.

## Organizacja
Członkowie klanu, by zaznaczyć swą przynależność, wyróżniają się od innych graczy tagami klanu, które dołączają do swoich nicków.
Klany są zazwyczaj zorganizowane, wykraczając swoją działalnością poza ramy oprogramowania gry (zakładają własne fora i strony internetowe, prowadzą wewnętrzne rankingi, statystyki, szkolenia i poradniki). Poszczególni członkowie bardzo często mają tzw. rangi, które odzwierciedlają ich pozycję w klanie. Zwykle rangi są zależne od umiejętności danego gracza, aktywności w grze i w klanie, jak również przestrzegania ustalonych przez wyższych rangą członków zasad. Wyjątki dotyczą przeważnie przywódców i ich zastępców, którymi przeważnie są założyciele klanów, osoby lubiane przez innych graczy lub rzadziej najlepsi gracze. Przywódcy przeważnie decydują o przyjęciu nowych członków, zwiększenia rangi danego gracza i ustalają daty i godziny meczów (rozgrywek) – do opisu działalności klanów, najczęściej używa się nomenklatury zapożyczonej z innych dziedzin sportu.

## Mecze
Klany organizują mecze międzyklanowe (tzw. klanówki), które polegają zwykle na drużynowych rozgrywkach, gdzie drużyna złożona z członków jednego klanu rywalizuje z drużyną złożoną z członków klanu przeciwnego. Klany rejestrują własne wyniki, wygrane oraz te przegrane w formie tabeli na stronie klanu, zawarte są tam informacje o przeciwniku, składzie, mapie, serwerze i wyniku.
Oprócz meczów międzyklanowych organizowane są mecze treningowe (tzw. sparingi) – mecze wewnątrzklanowe w których członkowie klanu dzielą się na kilka drużyn lub sojuszy (w zależności od rodzaju gry). Rozgrywki te mają na celu oprócz zabawy, m.in. rozwój własnych umiejętności: logiki, spostrzegawczości, taktyki, opanowania itp.